# Pazardzsik
Pazardzsik, Pazardzhik (bolgár nyelven: Пазарджик [ˈpazɐrd͡ʒik]) a Marica folyó partján fekvő város Bulgária déli részén. Pazardzsik megye és Pazardzsik község központja. A Felső-Trák síkságon és a Pazardzsik-Plovdiv mezőn, az Alföld egyik alrégiójában található. Lakossága 55 220 fő, mely a 19. század végétől a 20. század végéig növekedő tendenciát mutat, mára meghaladta a 80 000 főt. Az 1990-es években és a 2000-es évek elején Bulgária gyenge gazdasági teljesítménye miatt megindult a bolgárok kivándorlása, mely Pazardzsik városát is érintette.

## Fekvése
Plovdivtól nyugatra, mintegy 37 kilométerre, Szófiától 112 kilométerre délkeletre, Burgasztól 288 kilométerre fekvő település. 

## Földrajza
A város a Felső-Trák Síkság délnyugati részén, valamint a Pazardzsik-Plovdivi Mezőföldön, a síkság egyik alrégiójában fekszik.
A város domborzata sík, átlagos tengerszint feletti magasság 205 méter.
A közelben található a Besaparski-gerinc, ahol mészkőlelőhelyeket fedeztek fel. A közeli Mokrishte falu közelében számos, a trákok idejéből származó, mesterségesen létrehozott domb található.
A legközelebbi hegyek a Nyugati Rodópok - körülbelül 15 kilométerre délre, a Keleti Rila - körülbelül 30 kilométerre délnyugatra, a Sashtinskata Sredna Gora pedig a várostól körülbelül 40 kilométerre északra található.
A kedvező éghajlat és a termékeny talajok miatt a régiót hagyományosan mezőgazdaságra használják, és a zöldség- és gyümölcstermesztés elismert régiójának tekintik. A gabonafélék mellett paradicsomot, paprikát, burgonyát, görögdinnyét, dohányt és bort, de őszibarackot, cseresznyét és gyapotot is termesztenek. A 15. századtól az 1980-as évekig a Felső-Trák síkság nedves alföldjén Pazardzsik volt a bolgár rizstermesztés központja.

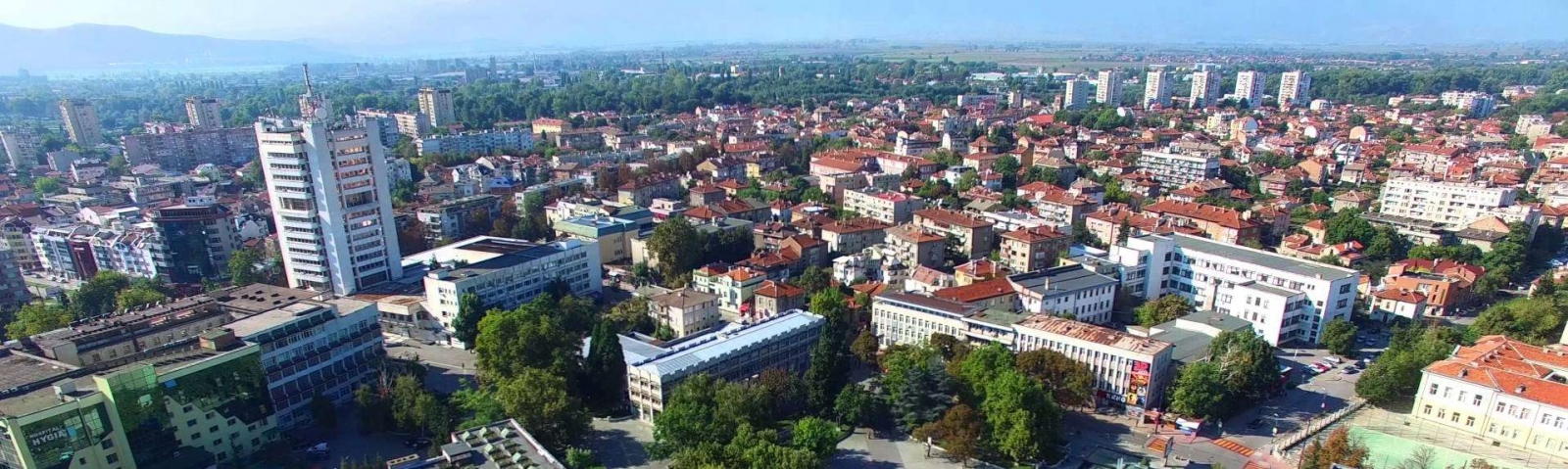
Pazardzsik látképe

## Története
A város története a Kr. e. 7. évezredig vezethető vissza, a korai civilizációk Kisázsia (Anatólia) felől érkeztek. Ők agrárpasztralisták voltak, és a Marica folyó, Pazardzsik és Szinitovo közelében telepedtek le. 
Pazardzsik alapításáról számos kutatási elmélet született, melynek egyike szerint a várost 1395-ben a szaruháni nomádok alapították, míg egy másik szerint három évvel később, 1398-ban az Actavból Ruméliába vándorló tatárok alapították, míg a harmadik az 1418-as alapításról szól, amikor Minnet bej és tatárok Isquilipből érkeztek, a negyedik elképzelés szerint pedig a várost a betelepített krími tatárok alapították. 
Az orosz-török háború (1806-1812) idején a várost Nyikolaj Kamenszkij gróf csapatai ostromolták meg. A 19. század közepén fontos kézműves és kereskedelmi központ volt. Ebben az időszakban számos intézmény jött létre. Ekkor alapították meg a Szűz Mária mennybemenetele templomot is. Vaszil Levszkij 1872-ben Pazardzsikban hozta létre a forradalmi bizottságot, mint második központot, melynek vezetését 4 évvel később Georgi Benkovski vette át. Az orosz-török háború (1877-1878) idején Iosif Vladimirovich Gurko űzte ki az oszmánokat a városból, és ugyanebben az időszakban Ovanes Sovadzhian akadályozta meg a város megsemmisülését.
A Vörös Hadsereg csapatai 1944. szeptember 23-án vonultak be először Pazardzsikba. 1944. szeptember 9. után a város ipari központtá nőtte ki magát, majd 1947-ben az államosítás során megkezdte az ipari vállalatok konszolidációját.
Pazardzsik gazdasága mára lassú növekedésnek indult. A város gazdasága ma főként a mezőgazdaságra, állattenyésztésre épül, gazdaságai főként a Felső-Trák síkság termékeny földjein találhatók.

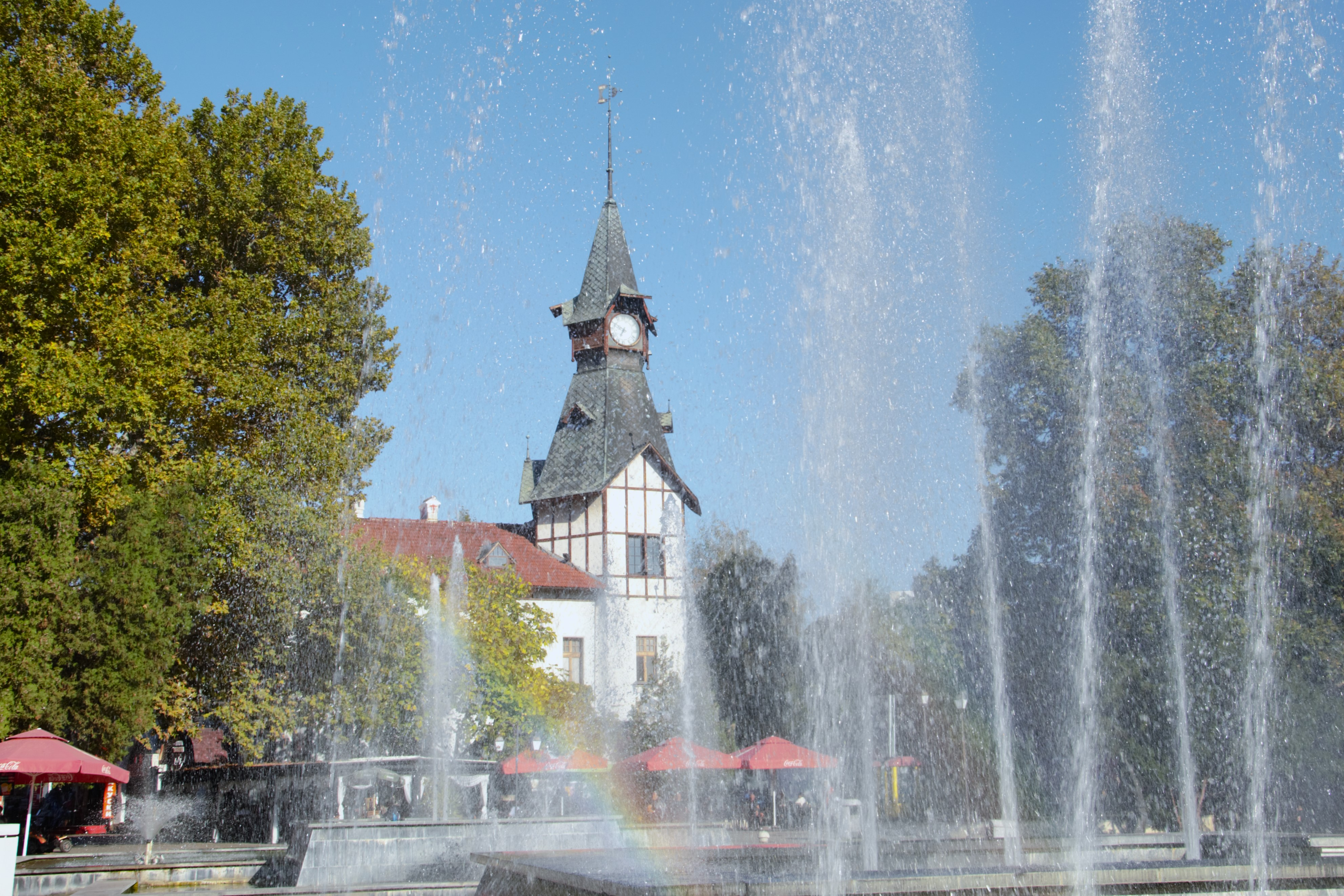
A régi posta épülete

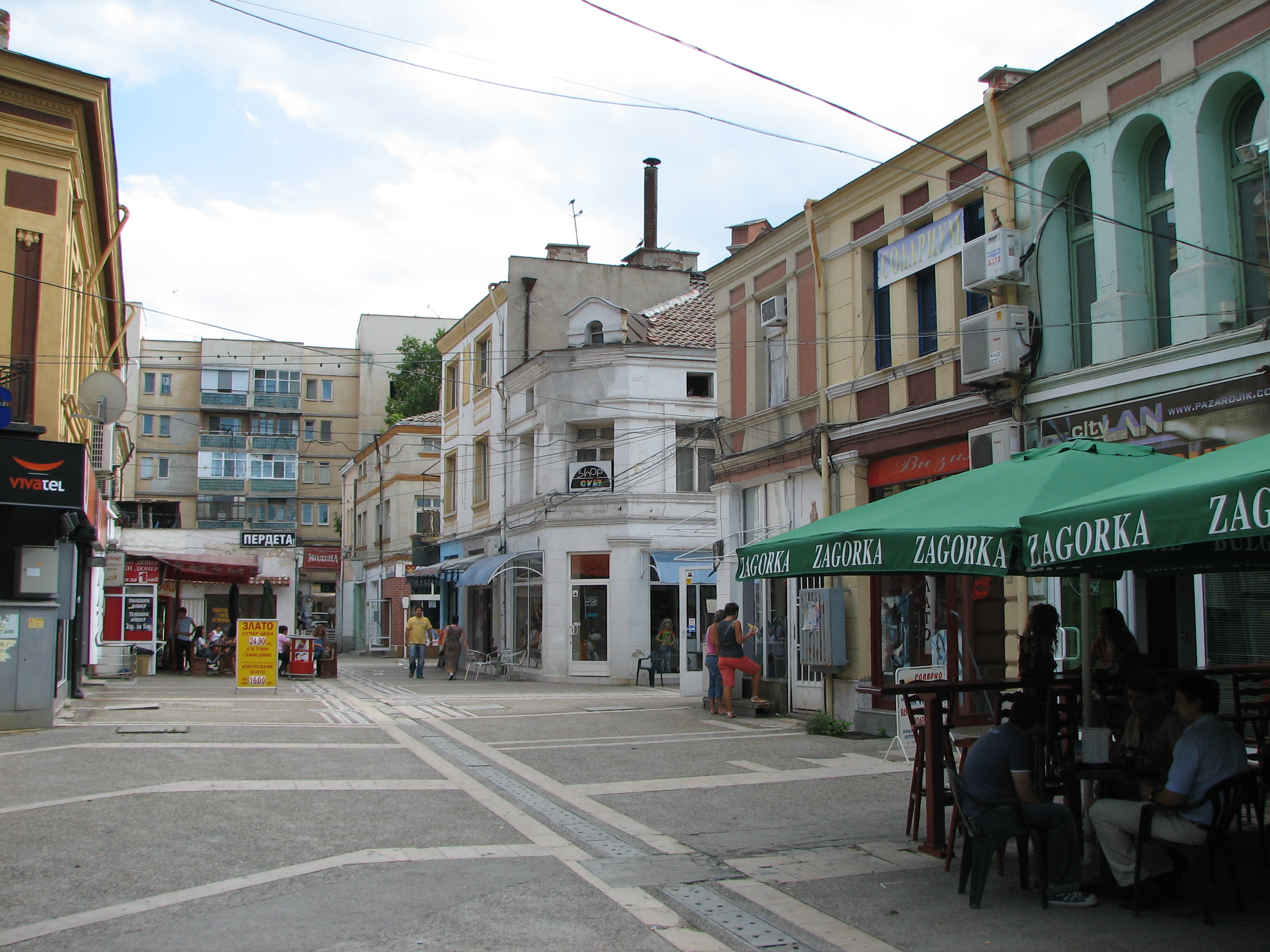
Pazardzsik, utcarészlet

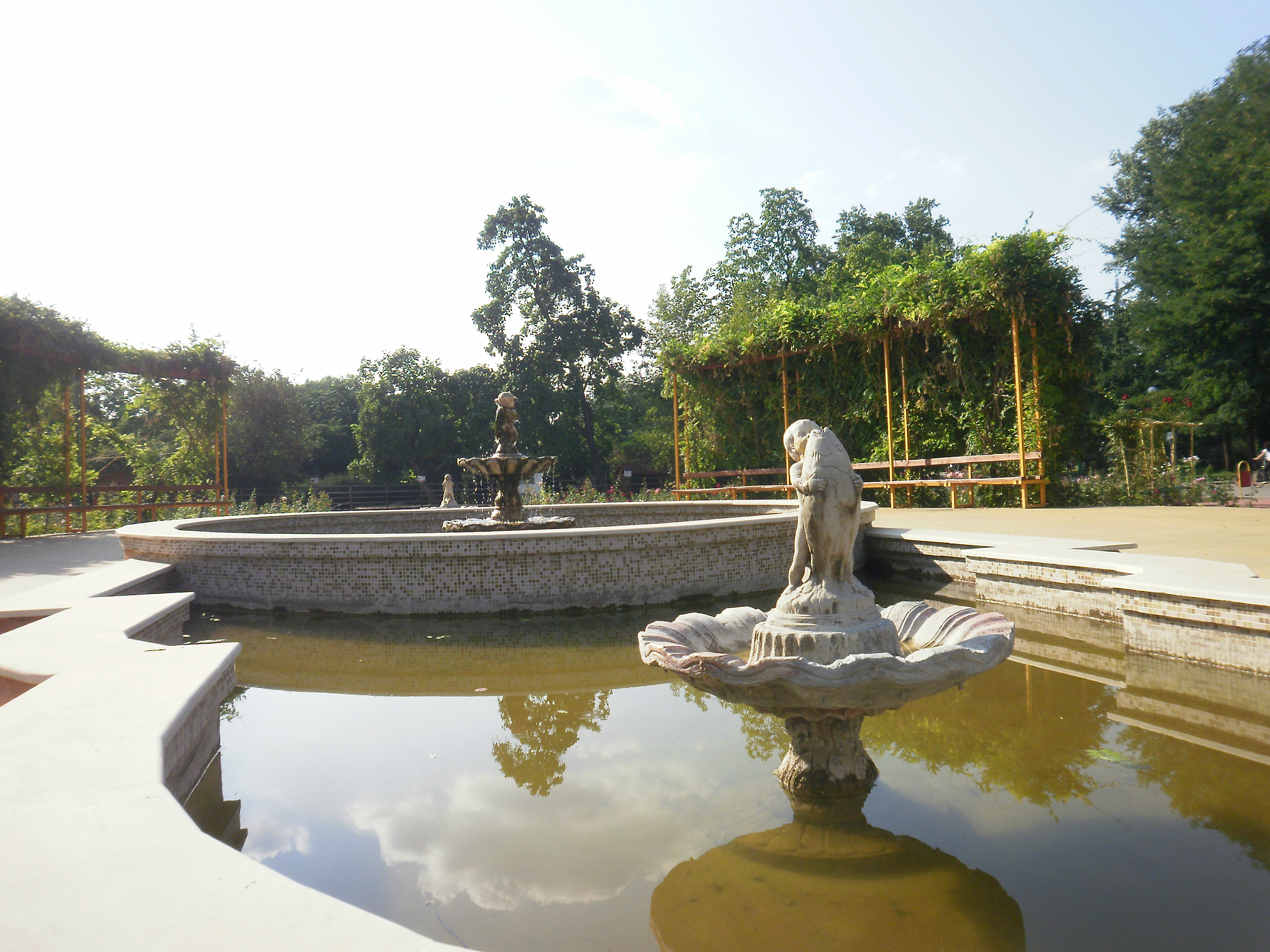
Szabadság park

## Nevezetességek
- Óratorony
- Szűz Mária mennybemenetele templom - fából faragott ikonosztáza UNESCO által védett
- Történelmi Múzeum
- Régi posta épülete
- Drámai Színház
- Múzeumok

## Fordítás
Ez a szócikk részben vagy egészben  a   Pazardzhik című angol Wikipédia-szócikk fordításán alapul.  Az eredeti cikk szerkesztőit annak laptörténete sorolja fel. Ez a jelzés csupán a megfogalmazás eredetét és a szerzői jogokat jelzi, nem szolgál a cikkben szereplő információk forrásmegjelöléseként.